# Material Design
|  | No s'ha de confondre amb Ciència de materials o Disseny industrial. |

Material Design (amb nom en clau Quantum Paper) és un llenguatge de disseny desenvolupat el 2014 per Google. S'està ampliant a les "fitxes" motius que van debutar Google Now, Material Design fa un ús més liberal dels dissenys basats en la xarxa, les animacions sensibles i les transicions, el farcit i els efectes de profunditat, com ara la il·luminació i les ombres.
Google va anunciar Material Design el 25 de juny de 2014, a la conferència del Google I/O 2014. La última actualització d'aquest va ser anunciat al Google I/O 2018, aquest se centra en una millora dels colors entre altres coses.

## Visió general
El dissenyador Matías Duarte va explicar això, "a diferència del paper real, el nostre material digital es pot expandir i reformar de manera intel·ligent. El material té superfícies físiques i vores. Les costures i les ombres proporcionen sentit sobre el que es pot tocar." Google afirma que el seu nou llenguatge de disseny es basa en paper i tinta.
Material Design es pot utilitzar al nivell d'API 21 (Android 5.0) i superior o a través de la biblioteca vso appcompat, que s'utilitza en pràcticament tots els dispositius Android fabricats després de 2009. Material Design s'estendrà gradualment a tota la gamma de productes web i mòbils de Google, oferint una experiència coherent a totes les plataformes i aplicacions. Google també ha publicat una Interfície de programació d'aplicacions (APIs) per a desenvolupadors de tercers per incorporar el llenguatge de disseny a les seves aplicacions.

## Implementació
A 2015 la majoria de les aplicacions mòbils de Google per a Android havien aplicat el nou llenguatge de disseny, incloent-hi Gmail, YouTube, Google Drive, Google Docs, Sheets i Slides, Google Maps, Inbox, totes les aplicacions de marca de Google Play, i en menor mesura al navegador Chrome i Google Keep. Les interfícies web d'escriptori de Gmail, Google Drive, Docs, Sheets, Slides i Inbox també ho han incorporat.
La implantació canònica de Material Design per a les interfícies d'usuari de les aplicacions web s'anomena Polymer. Consisteix en la biblioteca Polymer, un calçador que proporciona una API de components web per a navegadors que no implementen l'estàndard de forma nativa i un catàleg d'elements, inclosa la "col·lecció d'elements de paper" que conté elements visuals de Material Design.